# Jämtlands norra domsagas valkrets
Jämtlands norra domsagas valkrets var i valen till andra kammaren 1881–1908 en egen valkrets med ett mandat. Valkretsen, som ungefär motsvarar den nordligaste fjärdedelen av dagens Jämtlands län, avskaffades vid införandet av proportionellt valsystem i valet 1911 och uppgick då i Jämtlands läns norra valkrets. 
Valkretsen ska inte förväxlas med Norra Jämtlands domsagas valkrets, som var en enmansvalkrets i andrakammarvalet 1866, eller med Jämtlands läns norra valkrets, som var en flermansvalkrets i andrakammarvalen 1911–1920.

## Riksdagsmän
- Hans Andersson, lmp (1882–1883)
- Olof Wagenius (1884–vårriksdagen 1887)
- Nils Larson (höstriksdagen 1887)
- Hans Andersson, nya lmp (1888–1890)
- Johan Nordin, gamla lmp 1891–1894, folkp 1895–1899, lib s 1900–1902 (1891–1902)
- Karl Karlsson, lib s 1903–1908, högervilde 1909–1911 (1903–1911)

## Valresultat

### 1896
| Andrakammarvalet i Sverige 1896: Jämtlands norra domsagas valkrets | Andrakammarvalet i Sverige 1896: Jämtlands norra domsagas valkrets | Andrakammarvalet i Sverige 1896: Jämtlands norra domsagas valkrets | Andrakammarvalet i Sverige 1896: Jämtlands norra domsagas valkrets | Andrakammarvalet i Sverige 1896: Jämtlands norra domsagas valkrets |
| Kandidat                                                           | Kandidat                                                           | Röster                                                             | Röster                                                             | Röster                                                             |
| Kandidat                                                           | Kandidat                                                           | Antal                                                              | %                                                                  | +− %                                                               |
| ------------------------------------------------------------------ | ------------------------------------------------------------------ | ------------------------------------------------------------------ | ------------------------------------------------------------------ | ------------------------------------------------------------------ |
|                                                                    | Johan Nordin (fp)                                                  | 455                                                                | 52,7                                                               |                                                                    |
|                                                                    | J.U. Holm                                                          | 282                                                                | 32,7                                                               |                                                                    |
|                                                                    | Övriga kandidater                                                  | 126                                                                | 14,6                                                               |                                                                    |
| Antal giltiga röster                                               | Antal giltiga röster                                               | 863                                                                |                                                                    |                                                                    |
| Kasserade röster                                                   | Kasserade röster                                                   | 185                                                                |                                                                    |                                                                    |
| Totalt                                                             | Totalt                                                             | 1 048                                                              |                                                                    |                                                                    |

Valkretsen hade 27 256 invånare den 31 december 1895, varav 1 817 eller 6,7% var valberättigade. 1 048 personer deltog i valet, ett valdeltagande på 57,7%.

### 1899
| Andrakammarvalet i Sverige 1899: Jämtlands norra domsagas valkrets | Andrakammarvalet i Sverige 1899: Jämtlands norra domsagas valkrets | Andrakammarvalet i Sverige 1899: Jämtlands norra domsagas valkrets | Andrakammarvalet i Sverige 1899: Jämtlands norra domsagas valkrets | Andrakammarvalet i Sverige 1899: Jämtlands norra domsagas valkrets |
| Kandidat                                                           | Kandidat                                                           | Röster                                                             | Röster                                                             | Röster                                                             |
| Kandidat                                                           | Kandidat                                                           | Antal                                                              | %                                                                  | +− %                                                               |
| ------------------------------------------------------------------ | ------------------------------------------------------------------ | ------------------------------------------------------------------ | ------------------------------------------------------------------ | ------------------------------------------------------------------ |
|                                                                    | Johan Nordin                                                       | 405                                                                | 44,9                                                               | ▼7,8                                                               |
|                                                                    | J. Gärdin i Ström                                                  | 253                                                                | 28,1                                                               |                                                                    |
|                                                                    | O. Persson i Backen                                                | 216                                                                | 23,9                                                               |                                                                    |
|                                                                    | Övriga kandidater                                                  | 28                                                                 | 3,1                                                                |                                                                    |
| Antal giltiga röster                                               | Antal giltiga röster                                               | 902                                                                |                                                                    |                                                                    |
| Kasserade röster                                                   | Kasserade röster                                                   | 2                                                                  |                                                                    |                                                                    |
| Totalt                                                             | Totalt                                                             | 904                                                                |                                                                    |                                                                    |

Valet hölls den 20 augusti 1899. Valkretsen hade 28 453 invånare den 31 december 1898, varav 1 862 eller 6,5% var valberättigade. 904 personer deltog i valet, ett valdeltagande på 48,5%.

### 1902
| Andrakammarvalet i Sverige 1902: Jämtlands norra domsagas valkrets | Andrakammarvalet i Sverige 1902: Jämtlands norra domsagas valkrets | Andrakammarvalet i Sverige 1902: Jämtlands norra domsagas valkrets | Andrakammarvalet i Sverige 1902: Jämtlands norra domsagas valkrets | Andrakammarvalet i Sverige 1902: Jämtlands norra domsagas valkrets |
| Kandidat                                                           | Kandidat                                                           | Röster                                                             | Röster                                                             | Röster                                                             |
| Kandidat                                                           | Kandidat                                                           | Antal                                                              | %                                                                  | +− %                                                               |
| ------------------------------------------------------------------ | ------------------------------------------------------------------ | ------------------------------------------------------------------ | ------------------------------------------------------------------ | ------------------------------------------------------------------ |
|                                                                    | Karl Karlsson                                                      | 682                                                                | 67,3                                                               |                                                                    |
|                                                                    | J. Gärdin i Ström                                                  | 188                                                                | 18,6                                                               | ▼9,5                                                               |
|                                                                    | Övriga kandidater                                                  | 143                                                                | 14,1                                                               |                                                                    |
| Antal giltiga röster                                               | Antal giltiga röster                                               | 1 013                                                              |                                                                    |                                                                    |
| Kasserade röster                                                   | Kasserade röster                                                   | 3                                                                  |                                                                    |                                                                    |
| Totalt                                                             | Totalt                                                             | 1 016                                                              |                                                                    |                                                                    |

Valet hölls den 7 september 1902. Valkretsen hade 29 338 invånare den 31 december 1901, varav 1 966 eller 6,7% var valberättigade. 1 016 personer deltog i valet, ett valdeltagande på 51,7%.

### 1905
| Andrakammarvalet i Sverige 1905: Jämtlands norra domsagas valkrets | Andrakammarvalet i Sverige 1905: Jämtlands norra domsagas valkrets | Andrakammarvalet i Sverige 1905: Jämtlands norra domsagas valkrets | Andrakammarvalet i Sverige 1905: Jämtlands norra domsagas valkrets | Andrakammarvalet i Sverige 1905: Jämtlands norra domsagas valkrets |
| Kandidat                                                           | Kandidat                                                           | Röster                                                             | Röster                                                             | Röster                                                             |
| Kandidat                                                           | Kandidat                                                           | Antal                                                              | %                                                                  | +− %                                                               |
| ------------------------------------------------------------------ | ------------------------------------------------------------------ | ------------------------------------------------------------------ | ------------------------------------------------------------------ | ------------------------------------------------------------------ |
|                                                                    | Karl Karlsson                                                      | 523                                                                | 95,4                                                               | ▲28,1                                                              |
|                                                                    | Närmaste kandidat                                                  | 7                                                                  | 1,3                                                                |                                                                    |
|                                                                    | Övriga kandidater                                                  | 18                                                                 | 3,3                                                                |                                                                    |
| Antal giltiga röster                                               | Antal giltiga röster                                               | 548                                                                |                                                                    |                                                                    |
| Kasserade röster                                                   | Kasserade röster                                                   | 0                                                                  |                                                                    |                                                                    |
| Totalt                                                             | Totalt                                                             | 548                                                                |                                                                    |                                                                    |

Valet hölls den 10 september 1905. Valkretsen hade 29 849 invånare den 31 december 1904, varav 2 012 eller 6,7% var valberättigade. 548 personer deltog i valet, ett valdeltagande på 27,2%.

### 1908
| Andrakammarvalet i Sverige 1908: Jämtlands norra domsagas valkrets | Andrakammarvalet i Sverige 1908: Jämtlands norra domsagas valkrets | Andrakammarvalet i Sverige 1908: Jämtlands norra domsagas valkrets | Andrakammarvalet i Sverige 1908: Jämtlands norra domsagas valkrets | Andrakammarvalet i Sverige 1908: Jämtlands norra domsagas valkrets |
| Kandidat                                                           | Kandidat                                                           | Röster                                                             | Röster                                                             | Röster                                                             |
| Kandidat                                                           | Kandidat                                                           | Antal                                                              | %                                                                  | +− %                                                               |
| ------------------------------------------------------------------ | ------------------------------------------------------------------ | ------------------------------------------------------------------ | ------------------------------------------------------------------ | ------------------------------------------------------------------ |
|                                                                    | Karl Karlsson                                                      | 802                                                                | 54,1                                                               | ▼41,3                                                              |
|                                                                    | Jöns Elfström i Aspås (liberal-radikal)                            | 677                                                                | 45,6                                                               |                                                                    |
|                                                                    | Övriga kandidater                                                  | 5                                                                  | 0,3                                                                |                                                                    |
| Antal giltiga röster                                               | Antal giltiga röster                                               | 1 484                                                              |                                                                    |                                                                    |
| Kasserade röster                                                   | Kasserade röster                                                   | 2                                                                  |                                                                    |                                                                    |
| Totalt                                                             | Totalt                                                             | 1 486                                                              |                                                                    |                                                                    |

Valet hölls den 6 september 1908. Valkretsen hade 30 288 invånare den 31 december 1907, varav 2 271 eller 7,5 % var valberättigade. 1 486 personer deltog i valet, ett valdeltagande på 65,4 %.